# Phare de Lagoa Azul
Le phare de Lagoa Azul (en portugais Farol de Lagoa Azul) est un phare de Sao-Tomé-et-Principe, situé sur la côte nord de l'île de São Tomé, dans le district de Lobata. Son nom est celui de Lagoa Azul, la petite crique qu'il domine. 
Il a été érigé en 1997 par la Marine de guerre portugaise dans le cadre d'une coopération technico-militaire.

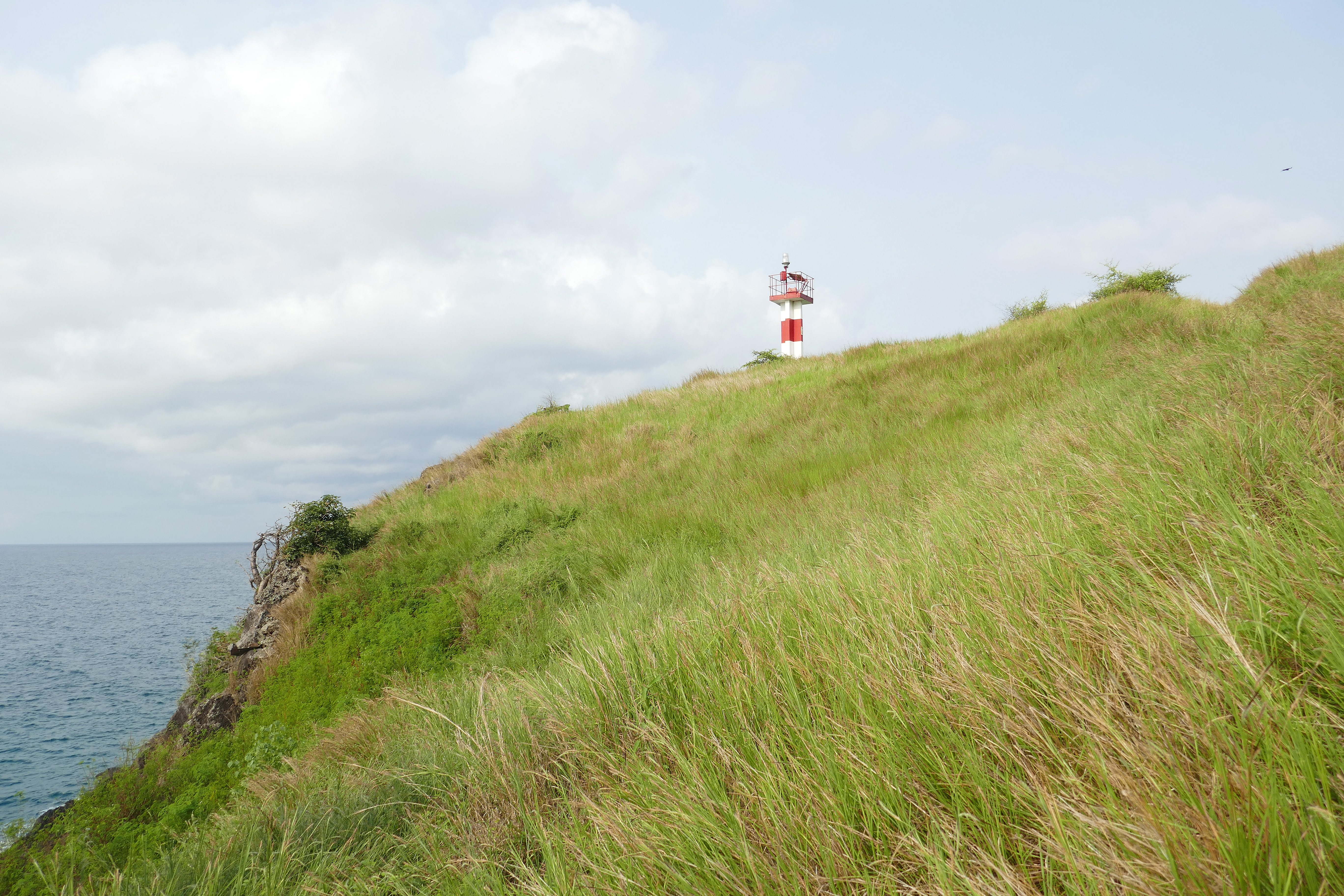
Vue depuis l'ouest.
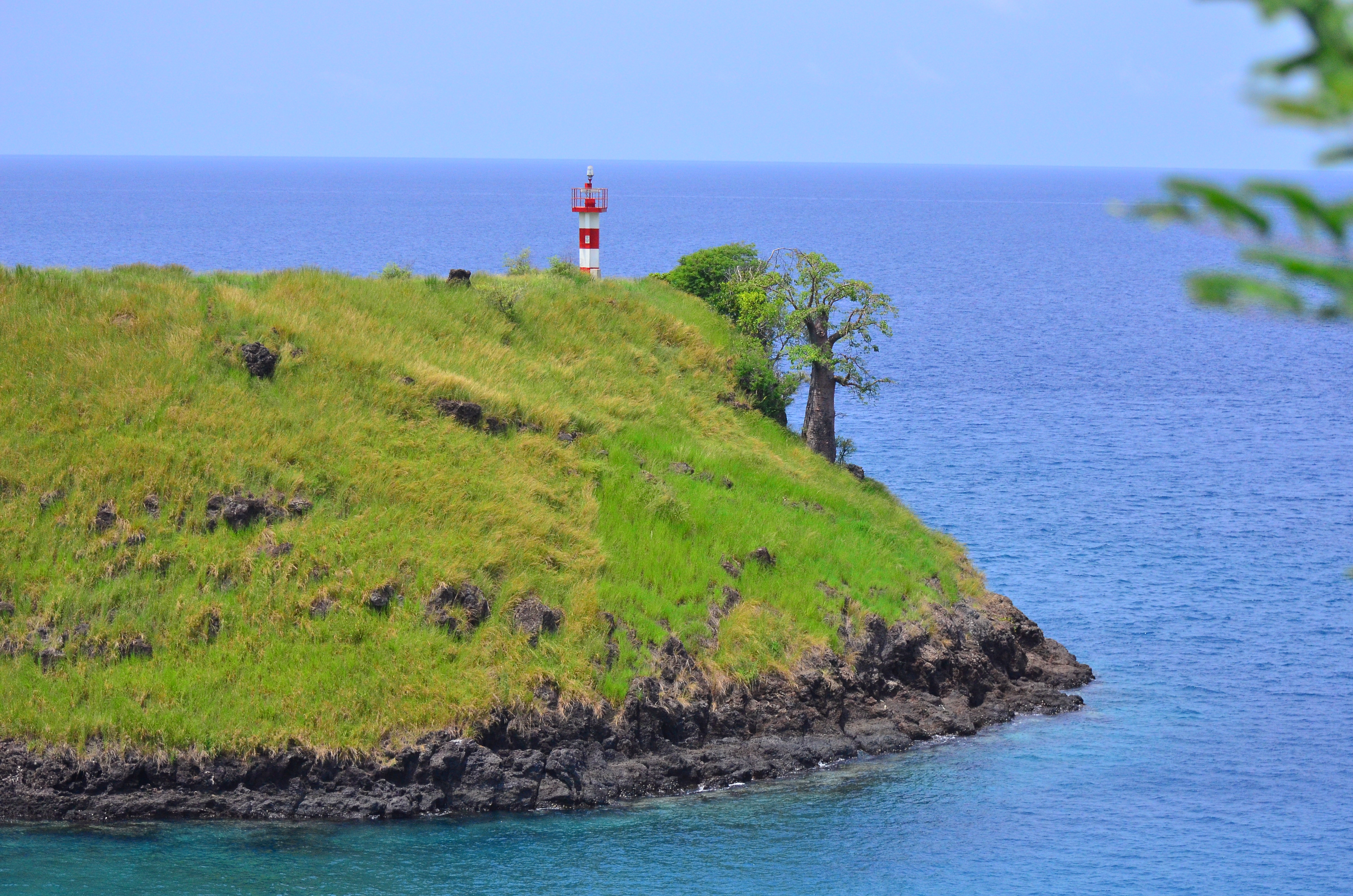
Vue depuis l'est.
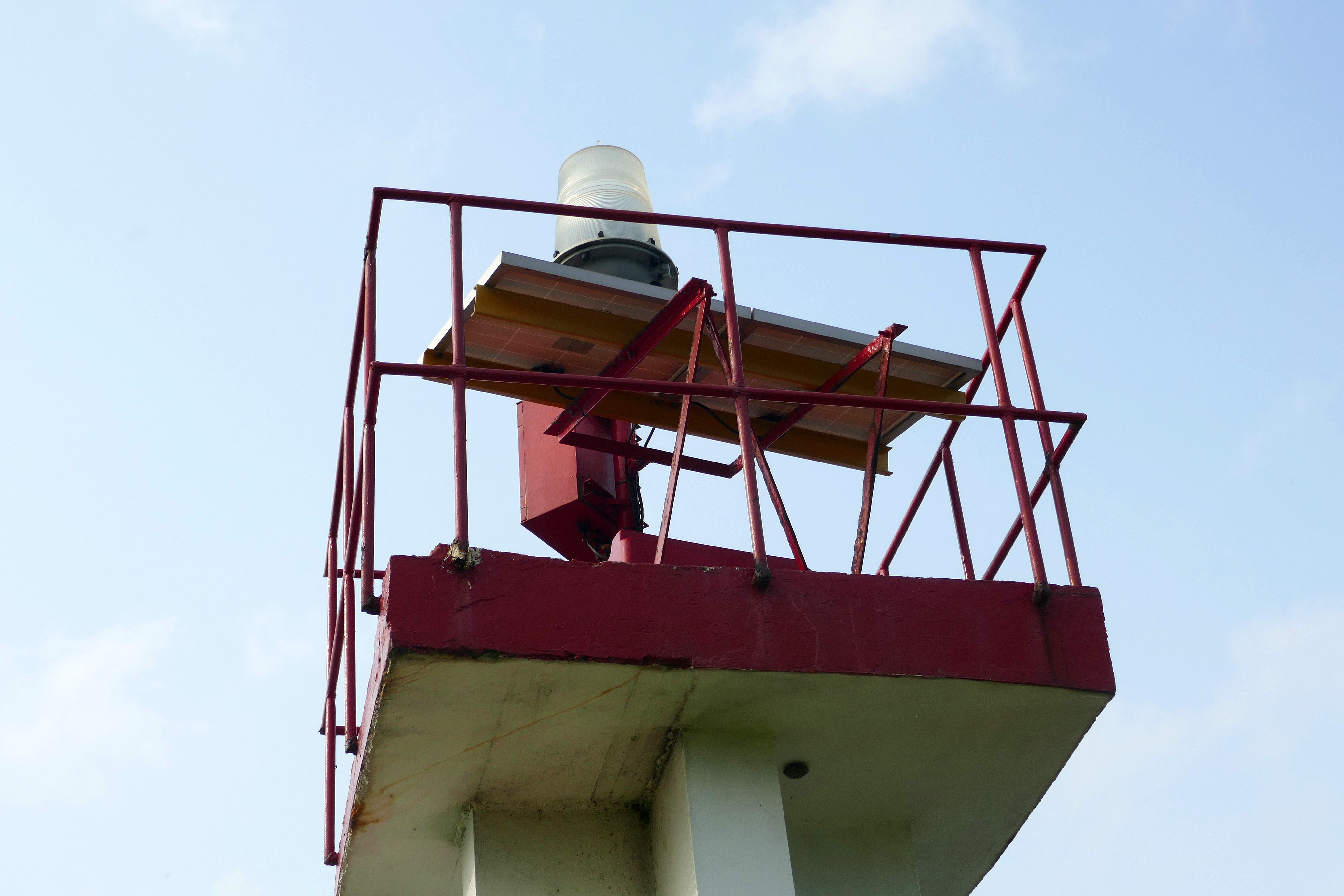
Feu.
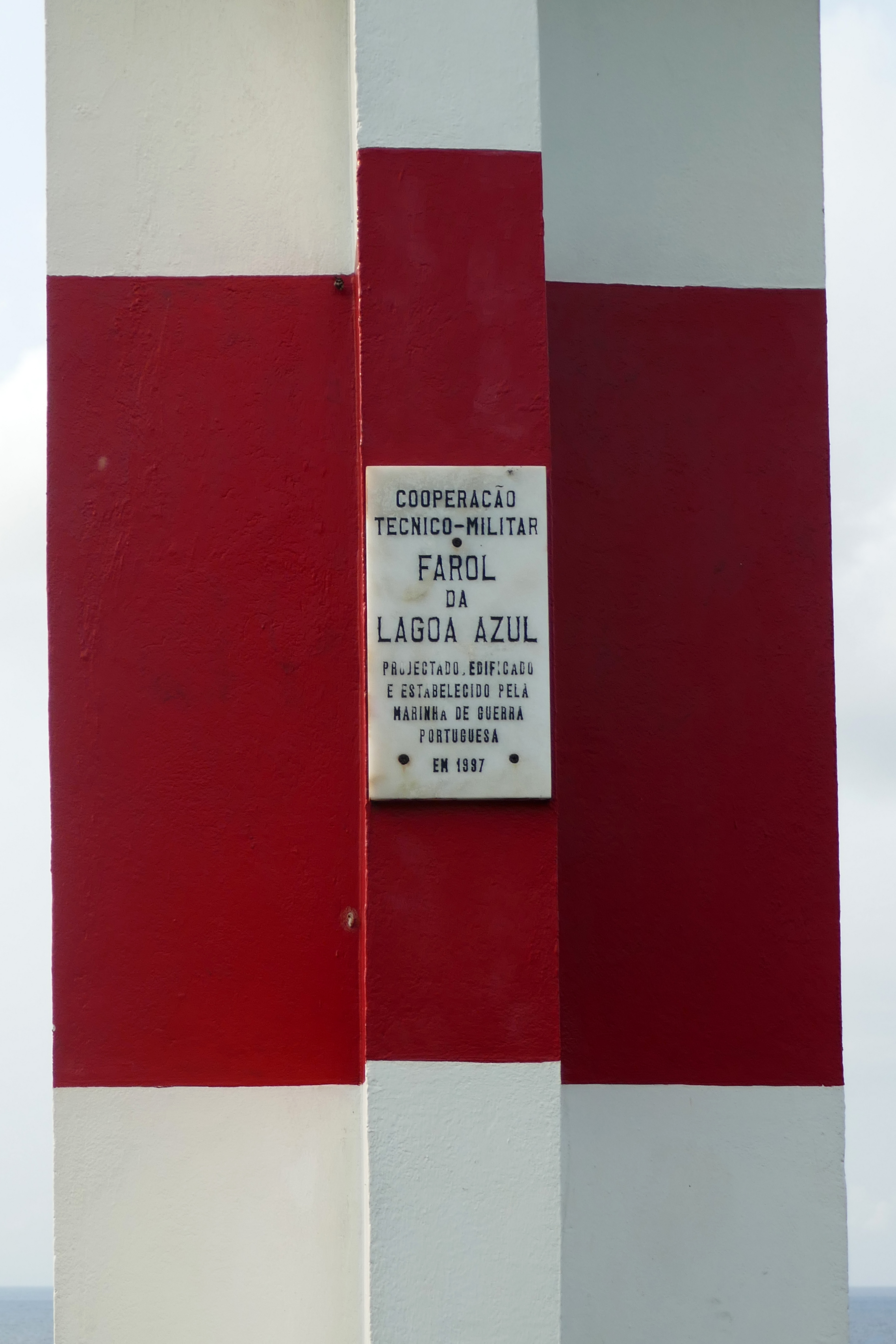
Plaque.